# إريك أكسل كارلفلت

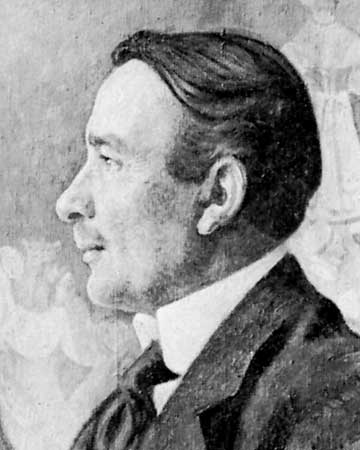
اريك أكسل كارلفلت

اريك أكسل كارلفلت (بالسويدية: Erik Axel Karlfeldt) هو شاعر سويدي ولد في 20 يوليو 1864 وتوفي في 8 أبريل 1931. لقي شعره شعبية كبيرة. دخل الأكاديمية السويدية شاغلا المقعد 11 سنة 1904. رفض جائزة نوبل في الأدب سنة 1919 ولكنه أسندت إليه الجائزة سنة 1931 بعد وفاته.

## روابط خارجية
- إريك أكسل كارلفلت على موقع الموسوعة البريطانية (الإنجليزية)
- إريك أكسل كارلفلت على موقع ميوزك برينز (الإنجليزية)
- إريك أكسل كارلفلت على موقع قاعدة بيانات الأفلام السويدية (السويدية)
- إريك أكسل كارلفلت على موقع إن إن دي بي (الإنجليزية)
- إريك أكسل كارلفلت على موقع ديسكوغز (الإنجليزية)